# لورن ساووی
لورن ساووی (انگلیسی: Lauren Savoy؛ زادهٔ ۱۷ آوریل ۱۹۶۸) یک خواننده اهل ایالات متحده آمریکا است.